# Znicz Pruszków
Maillots
Actualités
Dernière mise à jour : 8 septembre 2024.

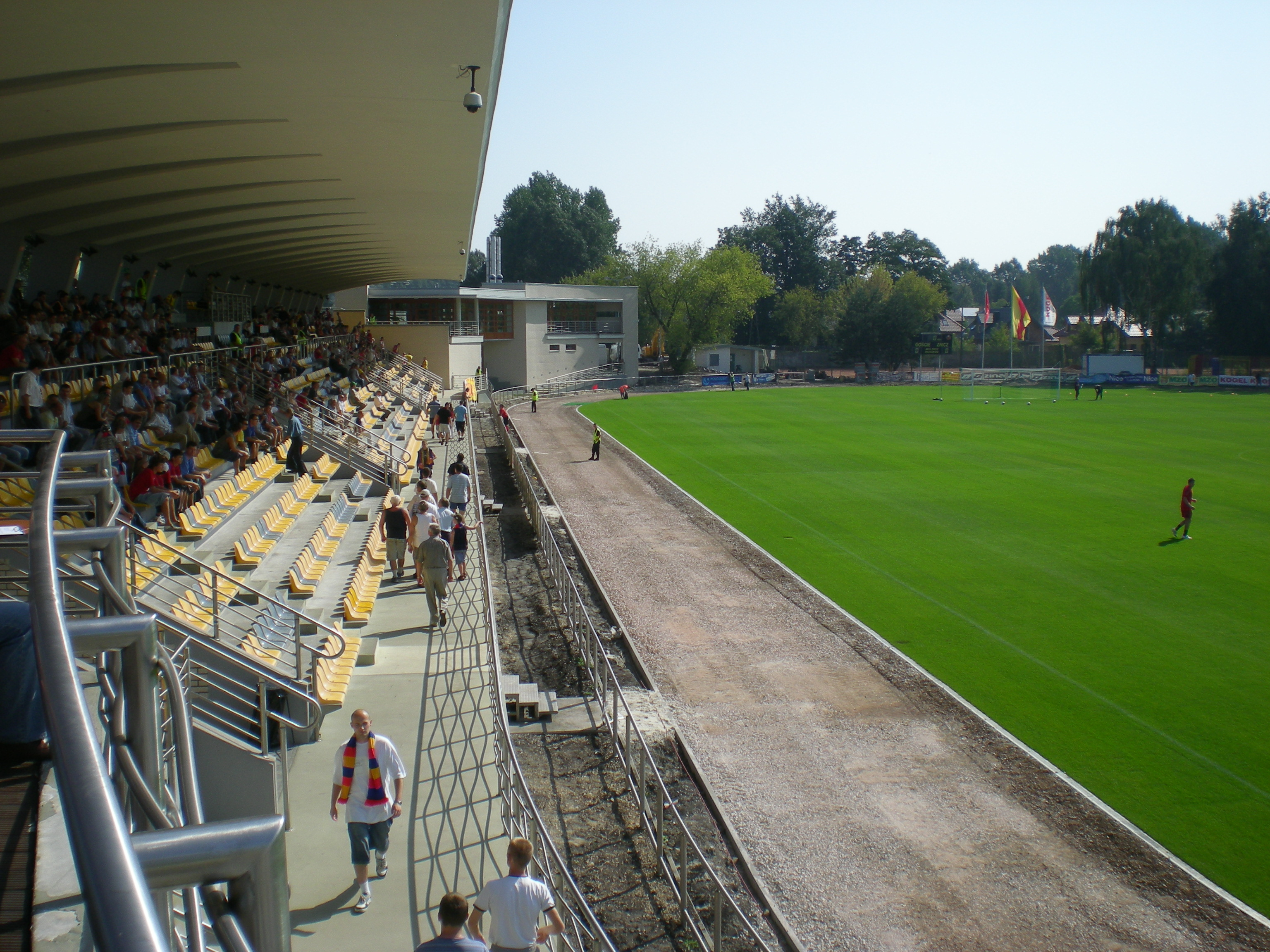
Stadion Znicza Pruszków

Le Znicz Pruszków est un club polonais de football basé à Pruszków qui possèderait selon Football Spotter la pire tribune du monde : une « cage » pour 150 places (5 % de la capacité totale du stade) réservée aux supporters visiteurs.
Ce club a aussi accueilli Robert Lewandowski durant la saison 2007-2008, signant par ailleurs le premier contrat professionnel du joueur.

## Historique
- 1923 : fondation du club sous le nom de Klub Sportowy Znicz Pruszków
- 1928 : le club est renommé TUR Pruszków
- 19?? : le club est renommé MKS Pruszków
- 19?? : le club est renommé MKS Znicz Pruszków

## Anciens joueurs
- Robert Lewandowski
- Igor Lewczuk